# Zakir Dżaliłow
Zakir Dżaliłow (kirg. Закир Джалилов; ur. 30 lipca 1972, Kirgiska SRR) – kirgiski piłkarz, grający na pozycji bramkarza, reprezentant Kirgistanu.

## Kariera piłkarska
W 1990 rozpoczął karierę piłkarską w klubie Ałga Frunze. W 1992 bronił barw klubu Instrumentalszczik Biszkek, ale po roku powrócił do Ałgi. W 1995 grał w rosyjskim Łokomotiwie Niżny Nowogród, po czym powrócił do Kirgistanu, gdzie został piłkarzem AiK Biszkek. W 1998 ponownie wrócił do Ałgi, która zmieniła nazwę na SKA-PWO Biszkek. W 2001 wyjechał zagranicę, gdzie najpierw pół roku występował w kazachskim klubie Szachtior Karaganda, a potem w singapurskim Tampines Rovers FC. Od 2004 do 2066 był piłkarzem klubu Dordoj-Dinamo Naryn. W 2007 grał w Awiatorze-AAL Biszkek, a w 2008 w kazachskim Awangardzie Pietropawłowsk.

### Kariera reprezentacyjna
Występował w reprezentacji Kirgistanu. Łącznie rozegrał 29 spotkań. 

## Sukcesy

### Sukcesy klubowe
- mistrz Kirgistanu: 1993, 2004, 2005, 2006, 2007, 2008
- zdobywca Pucharu Kirgistanu: 1996, 1997, 1998, 1999, 2004, 2005, 2006, 2008